# Амірджан (Сураханський район)
Амірджа́н (Аміраджан; азерб. Əmircan) — селище на сході Азербайджану, підпорядковане Сураханському району міста Баку.

## Географія
Селище розташоване на східному березі озера Бюльбюла, між селищами Бюльбюла на півночі та Сурахани на півдні.

## Історія
Статус селища міського типу надано в 1936 році.

## Населення
Населення селища становить 29800 осіб (2012; 17815 в 1989, 16588 в 1979, 14466 в 1970, 12221 в 1959).

## Господарство
Селище сполучене з Баку на сусідніми селищами автошляхами, через селище проходить залізниця Баку-Кала. Серед промислових підприємств діють трансформаторний, будівельних матеріалів заводи, текстильна фабрика.

## Релігія
- Мечеть Муртуза Мухтарова

## Відомі люди
- Шамсі Асадуллаєв (азерб. Şəmsi Əsədullayev; 1840 (або 1841), Амірджани — 21 квітня 1913, Ялта) — азербайджанський підприємець, нафтопромисловець.